# آنا تشابيل
آنا تشابيل هي ممثلة كندية، ولدت في 15 سبتمبر 1925 في فنلندا، وتوفيت في 31 يوليو 2005 في أبلتون في الولايات المتحدة.

## وصلات خارجية
- آنا تشابيل على موقع IMDb (الإنجليزية)
- آنا تشابيل على موقع قاعدة بيانات الفيلم (الإنجليزية)